# أنتونيو كورتي
أنتونيو كورتي (بالإسبانية: Antonio Corti) (مواليد 3 يونيو 1963) هو ملاكم أرجنتيني، مثّل بلاده في الألعاب الأولمبية الصيفية 1984.

## روابط خارجية
أنتونيو كورتي على موقع بوكس ريك (الإنجليزية) (registration required)
- أنتونيو كورتي على موقع أوليمبيديا (الإنجليزية)